# Primera Divisió
Die Primera Divisió ist die höchste Fußballliga in Andorra. Sie wurde 1995 gegründet und wird vom Andorranischen Fußballverband verwaltet. In der Liga spielen derzeit zehn Mannschaften um die Meisterschaft.

## Geschichte
Der Austragungsmodus wurde ebenso wie die Anzahl der teilnehmenden Mannschaften mehrmals verändert. Im Anfangsjahr, der Saison 1995/96, spielten zehn Mannschaften gegeneinander, der Tabellenführer nach dem letzten Spieltag war Meister. Im gleichen Modus wurde der Wettbewerb fortgesetzt, allerdings in der folgenden Saison mit zwölf Mannschaften, dann mit elf Vereinen. Nach der Saison 1998/99 stiegen vier der zwölf Mannschaften ab, um die Anzahl der Erstligisten auf acht zu reduzieren und eine zweite Liga neu zu schaffen.
Nachdem CE Benito in der Winterpause der Saison 1999/2000 sich vom Spielbetrieb zurückgezogen hatte, wurde die Saison mit sieben Vereinen zu Ende gespielt und die Partien des Vereins aus der Wertung genommen. Am Ende der Saison stand der Skandal um den Meister Constelació Esportiva, der den Zwangsabstieg zur Folge hatte. Der sportliche Absteiger Sporting Club d’Escaldes durfte weiterhin erstklassig spielen und die Liga wurde wieder auf acht Vereine aufgefüllt. In der folgenden Saison wurde der heutige Modus, der unten beschrieben ist, eingeführt.

## Modus
Zunächst spielt jede Mannschaft zwei Mal gegen jede andere Mannschaft. Nach Abschluss der Vorrunde teilt sich die Liga: Die ersten vier Klubs spielen um die Meisterschaft, während die letzten vier Teams gegen den Abstieg spielen. Zur Ermittlung des Meisters und des Absteigers spielen die Mannschaften innerhalb der beiden Gruppen erneut zwei Mal gegeneinander. Somit kommt jeder Klub im Verlauf einer Saison auf 20 Meisterschaftsspiele.
Der andorranische Meister qualifiziert sich für die Vorrunde der Champions-League-Qualifikation, während der Zweitplatzierte und der Pokalsieger bei der  ersten Runde der Europa-Conference-League-Qualifikation teilnehmen. Hat sich der Pokalsieger über die Liga bereits für einen europäischen Wettbewerb qualifiziert, fällt dieser Platz an den Drittplatzierten.

## Besonderheiten
Aufgrund von Platzmangel im kleinen Pyrenäenstaat Andorra fanden früher alle Saisonspiele der Vereine im Camp d’Esports d’Aixovall oder im Estadi Comunal d’Andorra la Vella in Andorra la Vella statt. Somit waren die einzelnen Spieltage über die Wochenenden zerstreut, da immer nur ein Spiel zur gleichen Zeit stattfinden konnte. Heute werden alle Spiele am gleichen Wochentag ausgetragen.

## Teilnehmer 2025/26
|  | Mannschaft                | Stadt              | Vorjahr    |
|  | ------------------------- | ------------------ | ---------- |
|  | Inter Club d’Escaldes     | Escaldes-Engordany | 1.         |
|  | Atlètic Club d’Escaldes   | Escaldes-Engordany | 2.         |
|  | FC Santa Coloma           | Andorra la Vella   | 3.         |
|  | UE Santa Coloma           | Andorra la Vella   | 4.         |
|  | FC Rànger’s               | Andorra la Vella   | 5.         |
|  | FC Ordino                 | Ordino             | 6.         |
|  | Penya Encarnada d’Andorra | Andorra la Vella   | 7.         |
|  | FC Pas de la Casa         | La Massana         | 8.         |
|  | CF Esperança d’Andorra    | Andorra la Vella   | 9.         |
|  | CE Carroi                 | Andorra la Vella   | Aufsteiger |

## Bisherige Meister
| - 1995/96: FC Encamp - 1996/97: CE Principat - 1997/98: CE Principat - 1998/99: CE Principat - 1999/00: Constel·lació Esportiva - 2000/01: FC Santa Coloma - 2001/02: FC Encamp - 2002/03: FC Santa Coloma - 2003/04: FC Santa Coloma - 2004/05: UE Sant Julià | - 2005/06: FC Rànger’s - 2006/07: FC Rànger’s - 2007/08: FC Santa Coloma - 2008/09: UE Sant Julià - 2009/10: FC Santa Coloma - 2010/11: FC Santa Coloma - 2011/12: FC Lusitanos - 2012/13: FC Lusitanos - 2013/14: FC Santa Coloma - 2014/15: FC Santa Coloma | - 2015/16: FC Santa Coloma - 2016/17: FC Santa Coloma - 2017/18: FC Santa Coloma - 2018/19: FC Santa Coloma - 2019/20: Inter Club d’Escaldes - 2020/21: Inter Club d’Escaldes - 2021/22: Inter Club d’Escaldes - 2022/23: Atlètic Club d’Escaldes - 2023/24: UE Santa Coloma - 2024/25: Inter Club d’Escaldes |

## Rekordmeister
- FC Santa Coloma (12 Titel)
- CE Principat, Inter Club d’Escaldes (je 3 Titel)
- FC Encamp, FC Lusitanos, FC Rànger’s, UE Sant Julià (je 2 Titel)
- Constel·lació Esportiva (1 Titel)

### Entwicklung
- 1996: FC Encamp (1)
- 1997: FC Encamp und CE Principat (1)
- 1998–2003: CE Principat (2–3)
- 2004–2007: CE Principat und FC Santa Coloma (3)
- seit 2008: FC Santa Coloma (4–12)

## Ewige Tabelle
In der ewigen Tabelle liegt Rekordmeister FC Santa Coloma vor UE Sant Julià und FC Lusitanos.

## UEFA-Fünfjahreswertung
Platzierung in der UEFA-Fünfjahreswertung:
(in Klammern die Vorjahresplatzierung). Die Kürzel CL, EL und CO hinter den Länderkoeffizienten geben die Anzahl der Vertreter in der Saison 2026/27 der Champions League, der Europa League sowie der Conference League an.
- 51.  (50)  Nordmazedonien (Liga, Pokal) – Koeffizient: 6.166 – CL: 1, EL: 0, CO: 2
- 52.  (49)  Belarus (Liga, Pokal) – Koeffizient: 6.000 – CL: 1, EL: 0, CO: 2
- 53.  (51)  Andorra (Liga, Pokal) – Koeffizient: 5.498 – CL: 1, EL: 0, CO: 2
- 54.  (54)  Gibraltar (Liga, Pokal) – Koeffizient: 5.457 – CL: 1, EL: 0, CO: 2

Stand: Ende der Europapokalsaison 2024/25